# Hugh McCracken
Pour les articles homonymes, voir McCracken.
Hugh McCracken, né le 31 mars 1942 et mort le 28 mars 2013, est un guitariste et musicien de studio à New York. Né à Glen Ridge, New Jersey, il a grandi à Hackensack, dans ce même état.

## Biographie
Particulièrement demandé dans les années 1960, 1970 et 1980, McCracken est apparu sur de nombreux enregistrements de Steely Dan ainsi que des albums de Donald Fagen claviériste de ce même groupe, Jimmy Rushing, Billy Joel, Roland Kirk, Roberta Flack, BB King, John Lennon, Yoko Ono, Paul McCartney, Linda McCartney, The Monkees, Paul Simon, Art Garfunkel, Idris Muhammad, James Taylor, Phoebe Snow, Bob Dylan, Carly Simon, Graham Parker, Eric Carmen, Loudon Wainwright III, Lou Donaldson, Aretha Franklin, Van Morrison, The Four Seasons, Hall & Oates, Hank Crawford, Jerry Jemmott, Johnny Hallyday, Gary Wright et Andy Gibb.
Au milieu des années 1960, McCracken a joué dans un groupe de reprises dans une boite de nuit de North Jersey appelé The Funatics sous le nom de scène de Mack Pierce. Le groupe est devenu Mario & The Funatics pour une courte période quand il a fusionné avec le saxophoniste Mario Madison. Il était membre du White Elephant Orchestra de Mike Mainieri (1969-1972), une formation jazz-rock expérimentale de 20 musiciens basée à New York. Le groupe était composé de Steve Gadd, de Tony Levin, de Warren Bernhardt, de George Young, de Frank Vicari, de Michael Brecker, de Ronnie Cuber, de Jon Faddis, de Lew Soloff, de Randy Brecker, de Barry Rogers, de Jon Pierson, de Steve Goodman, de David Spinozza et de Joe Beck.
Parmi les nombreux albums qu'il a interprétés, il y a eu l'enregistrement de l'Insect Trust, Hoboken Saturday Night, de l'écrivain et critique Robert Palmer en 1970, avec Bernard "Pretty" Purdie et Elvin Jones. En 1971, en raison d'une telle demande pour son travail, McCracken a refusé l'invitation de Paul McCartney pour aider à former son nouveau groupe, Wings. McCracken a également joué, arrangé et coproduit avec Tommy LiPuma, John's City Lights (1978) et Tango Palace (1979).
Son travail le plus connu est le solo de guitare slide dans All By Myself d'Eric Carmen, le solo de guitare de Hey Nineteen par Steely Dan et la guitare sur l'album Blowin' Your Mind qui contenait la chanson Brown Eyed Girl de Van Morrison.
Hugh McCraken est décédé à New-York le 28 mars 2013 de leucémie, il était âgé de 70 ans.

## Discographie
- 1967 : Blowin' Your Mind! Van Morrison
- 1967 : Walk Away Renee/Pretty Ballerina – The Left Banke
- 1968 : Did She Mention My Name? – Gordon Lightfoot
- 1968 : Eli and the Thirteenth Confession – Laura Nyro
- 1968 : The Circle Game – Tom Rush[1]
- 1969 : Completely Well – B.B. King
- 1969 : Everything's Archie – The Archies
- 1970 : A Time To Remember! – The Artie Kornfeld Tree (ABC/Dunhill Records; Cat. DS 50092)[2]
- 1970 : Hoboken Saturday Night –  The Insect Trust (Atco Records; Cat. SD 33-313)[3]
- 1970 : Outlaw – Eugene McDaniels (Atlantic; Cat. SD 8259)[4]
- 1970 : Headless Heroes of the Apocalypse – Eugene McDaniels
- 1971 : Ram – Paul McCartney
- 1971 : Mike Corbett & Jay Hirsh (with Hugh McCracken)- S/T (Atco Records)
- 1971 : Gary Wright - Extraction (A&M Records)
- 1971 : Flagrant délit – Johnny Hallyday (France; Philips; Cat. 6325 003)[5]
- 1972 : Album III – Loudon Wainwright III
- 1972 : Stoneground Words – Melanie Safka
- 1972 : Sweet Buns & Barbeque -  Houston Person
- 1973 : Abandoned Luncheonette – Daryl Hall & John Oates
- 1973 : Sassy Soul Strut – Lou Donaldson
- 1973 : For the Good Times - Rusty Bryant
- 1973 : From the Depths of My Soul – Marlena Shaw
- 1973 : Breezy Stories – Danny O'Keefe (Atlantic; Cat. SD 7264)[6]
- 1973 : Daybreaks – John Wonderling (Paramount; Cat. 6063)
- 1974 : Walking Man – James Taylor
- 1974 : Until It's Time for You to Go - Rusty Bryant
- 1975 : Desire - Bob Dylan
- 1975 : Still Crazy After All These Years – Paul Simon
- 1975 : Katy Lied - Steely Dan
- 1975 : Feel Like Makin' Love – Roberta Flack
- 1975 : New York Connection – Tom Scott
- 1975 : First Cuckoo – Deodato
- 1976 : Just a Matter of Time – Marlena Shaw
- 1976 : Yellow & Green – Ron Carter
- 1976 : Second Childhood – Phoebe Snow
- 1976 : Pastels - Ron Carter
- 1977 : Havana Candy – Patti Austin
- 1977 : The Stranger – Billy Joel
- 1977 : Blow It Out – Tom Scott
- 1978 :  Pick 'Em – Ron Carter
- 1978 : 52nd Street – Billy Joel
- 1978 : City Lights – Dr. John (US; Horizon Records & Tapes; SP 732)[7]
- 1978 : Intimate Strangers – Tom Scott
- 1979 : Tango Palace – Dr John (US; Horizon Records & Tapes; SP 740)[8]
- 1979 : Headin' Home – Gary Wright
- 1979 : Street Beat – Tom Scott
- 1980 : After Dark – Andy Gibb
- 1980 : Double Fantasy – John Lennon and Yoko Ono
- 1980 : One-Trick Pony – Paul Simon
- 1980 : Gaucho – Steely Dan
- 1981 : Apple Juice – Tom Scott
- 1981 : Season of Glass – Yoko Ono
- 1981 : 4 – Foreigner
- 1982 : The Nightfly – Donald Fagen
- 1982 : Another Grey Area – Graham Parker
- 1984 : Milk and Honey – John Lennon and Yoko Ono
- 1987 : Jill Jones - Jill Jones
- 1997 :  Alta suciedad  –Andrés Calamaro
- 2003 : Everything Must Go – Steely Dan
- 2005 : Restless Angel – Marie Gabrielle (co-producer)
- 2006 : Morph the Cat – Donald Fagen
- 2007 : Romancing the 60s  -Frankie Valli